# Філоктет (Софокл)
«Філоктет» (дав.-гр. Φιλοκτήτης) — трагедія давньогрецького драматурга Софокла. П'єсу було вперше поставлено 409 р. до. н. е на Діонісіях, де вона отримала перший приз. Українською мовою перекладена Андрієм Содоморою.

## Дійові особи
- Одіссей
- Хор мореплавців
- Вивідач під виглядом торговця
- Філоктет
- Неоптолем
- Геракл

## Сюжет трагедії
Сюжет "Філоктета" заснований на циклі міфів про Троянську війну. Місце дії — острів Лемнос де самотньо мешкає Філоктет покинутий греками на шляху до Трої, після того, як його вкусила отруйна змія, і відтоді рана на його нозі не загоюється поширюючи жахливий сморід, зробивши його тягарем для війська. Його покинули за порадою Одіссея. Філоктет десять років живе на острові маючи при собі лише чарівний лук Геракла, яким він полює на птахів, здобуваючи собі їжу.
Оракул провіщає грекам, що Трою можна нарешті здобути маючи лук Філоктета. Ахейське військо посилає Одіссея та сина Ахілла Неоптолема, щоб вони в будь-який спосіб здобули цей лук. Зробити це непросто, бо Філоктет страшено ображений на ахейців які покинули його на острові. Одіссей вдається до хитрощів. Він дає завдання Неоптолему обдурити Філоктета розповівши, що він також ображений на Одіссея та ахейців через те, що зброю його загиблого батька Ахілла віддали не йому а Одіссею, таким чином приспати пильність Філоктета та у вдалий момент забрати в нього лук. Неоптолем обдурює Філоктета і забирає в нього лук, проте згодом, після болісних переживань, він відмовляється від цього ганебного завдання і повертає лук Філокетету.
Доручення ахейців не було б виконане, але з'являється Геракл — "бог з машини" (deus ex machina). Він наказує Філоктету повернутися до грецького війська — Філоктет мусить допомогти грекам довершити розпочату боротьбу і за це йому буде даровано зцілення. 